# Lâu đài Ciechanów
Lâu đài của Công tước Masovia - một lâu đài được xây dựng vào thế kỷ thứ mười bốn hoặc mười lăm bởi Masovian Duke Siemowit III. Lâu đài nằm ở Ciechanów, Masovian Voivodeship, ở Ba Lan.

## Lịch sử
Lâu đài ở Ciechanów được xây dựng vào thời điểm giao giữa thế kỷ mười bốn và mười lăm, với sự hỗ trợ của Công tước Janusz I. Các tòa tháp nằm ở bốn góc của cấu trúc hình vuông của lâu đài giúp bảo vệ thành trì và thêm các bức tường phòng thủ cao 10 mét. Do hàng chục công trình tái thiết và mở rộng lâu đài, thành trì quân sự biến thành nơi ở của hoàng gia. Vào thế kỷ XV, lâu đài đã được nâng lên một cấp độ bổ sung và một khoảng sân được nâng lên. Năm 1547, thành trì đã thay đổi chức năng thành một nơi cư trú của giới quý tộc. Đó là thời kỳ cuối cùng của giai đoạn vinh quang của thành trì. Sau sự Phân chia vùng thứ ba của Ba Lan, thành trì trở thành một phần của Phổ và được phá bỏ một phần để khai thác vật liệu xây dựng giá rẻ. Vào năm 1818, lâu đài thuộc sở hữu của Gia đình Krasniński, vào thế kỷ XX, lâu đài được xây dựng lại hoàn toàn.